# Elijjahu Golomb
Elijjahu Golomb (ur. 2 marca 1893, zm. 11 czerwca 1945) – twórca żydowskich sił samoobrony w Mandacie Palestyny w latach 1920–1945, architekt Hagany.

## Dzieciństwo i młodość
Urodził się w 1893 w miejscowości Wołkowysk w Imperium Rosyjskim (obecnie Białoruś). Jego ojciec posiadał młyn w Rosji i w Jafie. Elijahu odebrał tradycyjną żydowską edukację w szkole Talmud Tora. Podczas nauki w liceum poznał rosyjskich rewolucjonistów i literaturę rosyjską.

## Palestyna
W 1909 rodzice wysłali go do Palestyny, będącej wówczas częścią Imperium Osmańskiego. Zamieszkał w Tel Awiwie i uczył się w hebrajskim Gimnazjum Herclija. W 1911 dołączyli do niego rodzice. W 1913 Golomb ukończył Gimnazjum Herclija. W pierwszej grupie absolwentów znaleźli się Mosze Szaret i Dow Hoz, późniejsi wybitni politycy i współtwórcy państwa żydowskiego. Stworzyli oni rdzeń pierwszej młodzieżowej żydowskiej organizacji pionierskiej w Palestynie. Zamieszkali w kibucu Deganja Alef na południowym brzegu jeziora Tyberiadzkiego w Dolnej Galilei. Pracowali jako robotnicy rolni. W listopadzie tego roku Arabowie zamordowali dwóch członków tej grupy: Mojżesza Barskiego i tydzień później Josefa Salzmana. Było to wielkim szokiem dla wszystkich członków grupy pionierskiej. Po tym zdarzeniu Golomb doszedł do wniosku, że „sama działalność osadnicza i rolnicza bez zdolności obronnej nie wystarcza, a prawdziwe połączenie z krajem może być możliwe poprzez integrację pracy i obrony.” W 1914 zmarł jego ojciec, i musiał powrócić do Tel Awiwu, aby zarządzać młynem w Jafie. Ożenił się z Adą Szertok, siostrą Moszego Szaretta. Mieli troje dzieci.
Gdy wybuchła I wojna światowa, władze tureckie kazały mu pracować w młynie także podczas szabatu. Kiedy odmówił, został z rozkazu gubernatora Jafy ukarany publiczną chłostą. Z tego powodu znienawidził władze tureckie i sprzeciwił się werbowaniu Żydów do tureckiej armii, nalegając na utworzenie niezależnej żydowskiej organizacji samoobrony.
Gdy w 1917 Brytyjczycy wyparli Turków z Palestyny, nadzieje Żydów zwróciły się w stronę brytyjskiej deklaracji Balfoura. Golomb zgłosił się wówczas jako ochotnik do Legionu Żydowskiego, mając nadzieję, że zostanie on później przekształcony w regularną żydowską milicję. Przeciwstawił się brytyjskim planom wysłania oddziału poza granice Palestyny. Po demobilizacji nawiązał współpracę z organizacją samoobrony Ha-Szomer i utworzył „grupę Jafa”. W lutym 1920 zniszczona została położona na północy osada Tel Chaj. W jej obronie zginął między innymi Josef Trumpeldor. Następnie, w dniach 4–7 kwietnia 1920 doszło do arabskich zamieszek w Nabi Musie w Jerozolimie, w których zginęło 6 Żydów, a 211 zostało rannych. Po tych wydarzeniach Golomb mocno zaangażował się w budowę żydowskich sił samoobrony. Twierdził on, że wszyscy palestyńscy Żydzi powinni zostać zmobilizowani do organizacji paramilitarnej, która byłaby zdolna obronić cele ruchu syjonistycznego.

## Hagana
Formalne utworzenie Hagany nastąpiło 15 czerwca 1920 w kibucu Kewucat Kinneret. Golomb otrzymał wówczas misję przekonania Jisra’ela Szochata, aby Ha-Szomer w całości wszedł w nowe struktury Hagany. Zadanie to zakończyło się sukcesem. W latach 1920–1930 Golomb był członkiem Komitetu Centralnego Hagany, a w latach 1931–1945 członkiem Dowództwa.
Widział on Haganę jako integralną część ruchu syjonistycznego. Wiele podróżował po kraju, zachęcając Żydów do wstępowania do formacji samoobrony. Starał się organizować wojskowe kursy szkoleniowe. Sprzeciwiał się jednak powstawaniu radykalnych rewizjonistycznych żydowskich organizacji paramilitarnych, takich jak Irgun Cewai Leumi i Lechi. Zdecydowanie nie zgadzał się z tymi, którzy popierali masowe ataki odwetowe na Arabów. Był zwolennikiem samoobrony i aktywnego bronienia żydowskich osad, jednak wroga widział w arabskich agresorach, a nie w arabskiej ludności cywilnej. Starał się zjednoczyć wszystkie wysiłki obronne Żydów, i w tym celu współpracował z Berl Katznelsonem i Ze’ewem Żabotyńskim. Golomb był przeciwny tworzeniu niewielkich elitarnych oddziałów paramilitarnych, a zamiast tego twierdził, że Hagana powinna obejmować wszystkich palestyńskich Żydów.
W 1922 został wysłany za granicę w celu zakupu broni dla Hagany, i do 1924 tworzył żydowskie organizacje młodzieżowe w Europie. W latach 30. XX wieku organizował i finansował nielegalną imigrację żydowską. Podczas arabskiego powstania w Palestynie (1936–1939) był jednym z inicjatorów utworzonych w 1937 Kompanii Polowych (hebr. פלוגות השדה, Plugot haSadeh; w skrócie Fosh). Ich działalność była zaaprobowana przez Brytyjczyków, dzięki temu mogły oficjalnie współpracować z siłami Policji Żydowskich Osiedli. Istniało 13 takich kompanii, w których służyło ogółem 1,5 tys. ludzi. Byli uzbrojeni w pistolety, karabiny Lee-Enfield i granaty ręczne. Organizowali pościgi, zasadzki i ataki na bazy gangów arabskich, które wcześniej uczestniczyły w napaściach na żydowskie osiedla. Często atakowano wioski, stanowiące zaplecze dla arabskich milicji.
Podczas II wojny światowej Golomb poparł werbunek żydowskich ochotników do British Army. Jednak nigdy nie zapomniał o konieczności usunięcia brytyjskich władz mandatowych z Palestyny, aby mogło następnie powstać państwo żydowskie. Był jednym z założycieli kompanii szturmowych Palmach.
Zmarł w 1945 w Tel Awiwie.